# Spinsters Ink
Spinsters Ink es una editorial feminista lesbiana estadounidense que fue fundada en Upstate New York en 1978 por Maureen Brady y Judith McDaniel. Es una de las editoriales feministas lesbianas más antiguas del mundo. En 2005 fue adquirida por la editorial Linda Hill, propietaria también de Bella Books y Beanpole Books.

## Historia
Spinsters Ink fue fundada por Brady y McDaniel y se mudó a San Francisco en 1982, donde Sherry Thomas la compró.
En 1980, Spinsters Ink hizo una petición de ayuda a lectores y librerías en el Boletín de librerías feministas en busca de donaciones para financiar el lanzamiento de sus dos títulos, The Cancer Journals de Audre Lourde y la primera novela de Lynn Strongin Bones & Kim. La convocatoria de donaciones tuvo éxito y se publicaron ambos libros.
Los inicios de Spinsters Ink están estrechamente ligados a los de otra editorial feminista, Aunt Lute Books. Spinsters Ink se fusionó en San Francisco con Aunt Lute Book Company en 1986, para formar Spinsters/Aunt Lute. La Fundación Aunt Lute se estableció como un programa editorial sin fines de lucro en 1990 y las dos empresas se separaron nuevamente. En 1992, la filántropa feminista lesbiana Joan Drury compró Spinsters Ink y la trasladó a Minneapolis.
En 2001, Spinsters Ink se trasladó a Denver, Colorado, bajo la dirección de Sharon Silvas, quien volvió a imprimir la clásica novela utópica feminista, The Wanderground de Sally Miller Gearhart. La imprenta es actualmente propiedad de Linda Hill y emplea a Katherine V. Forrest como supervisora editorial.

## Obra
Spinsters Ink ha publicado a autoras como Sheila Ortiz-Taylor, Minnie Bruce Pratt, Paula Gunn Allen, Elana Dykewomon, Judy Grahn, Audre Lorde, Gloria Anzaldúa, Val McDermid y Cherríe Moraga. Ha publicado varios libros ganadores del Premio Literario Lambda, como ¿Por qué Sharon Kowalski no puede volver a casa?, Two-Bit Tango y Cancer in Two Voices, así como el éxito de ventas Mírame a los ojos: ancianas, envejecimiento y edadismo. Recibió un Premio al Servicio Editorial de la Fundación Literaria Lambda. En 2012, When We Were Outlaws: A Memoir of Love and Revolution de Jeanne Cordova ganó el premio Publishing Triangle Judy Grahn Award por Lesbian Memoir.
Entre sus escritoras actuales se incluyen a las ganadoras del Premio Literario Lambda Julia Watts y Katherine V. Forrest. Sheila Ortiz-Taylor continúa publicando con Spinsters Ink. Su catálogo actual incluye ficción general, dramática y de género para mujeres y lesbianas.